# Müllerita
La müllerita és un mineral de la classe dels sulfats.

## Característiques
La müllerita és un tel·lurat de fórmula química Pb₂Fe³⁺(Te⁶⁺O₆)Cl. Va ser aprovada com a espècie vàlida per l'Associació Mineralògica Internacional l'any 2019, sent publicada per primera vegada el 2020. Cristal·litza en el sistema trigonal. La seva duresa a l'escala de Mohs és 2. És l'anàleg de Fe3+ de la backita, i químicament similar a l'eztlita.
Les mostres que van servir per a determinar l'espècie, el que es coneix com a material tipus, es troben conservades a les col·leccions mineralògiques del Museu d'Història Natural del Comtat de Los Angeles, a Los Angeles (Califòrnia) amb els números de catàleg: 73609, 73610, 73611 i 73612; i a les col·leccions mineralògiques del Museu Victoria, a Melbourne (Austràlia), amb el número d'espècimen: m54913.

## Formació i jaciments
Va ser descrita a partir de mostres obtingudes a tres mines de les muntanyes Otto: Aga, Bird Nest drift i Bird Nest E3. Més tard també ha estat descrita en una quarta mina de la mateixa zona, la mina Library. Aquest conjunt muntanyós es troba a la localitat de Baker, al districte miner de Silver Lake, dins el comtat de San Bernardino (Califòrnia, Estats Units), i és l'únic a tot el planeta on ha estat descrita aquesta espècie mineral.